# معافیت مالیاتی
منظور از معافیت مالیاتی معافیتی پولی است که درآمد قابل مالیات گیری را کم می‌کند. وضعیت معاف از مالیات می‌تواند رهایی کامل از مالیات، نرخ‌های کمتر، یا مالیات اخذ شده از تنها بخشی از موارد را فراهم کند. نمونه‌های آن شامل معافیت سازمان‌های خیریه از مالیات بر دارایی و مالیات بر درآمد است.